# Église Saint-Michel-l'Archange de Torjok
Pour les articles homonymes, voir Église Saint-Michel.
L'église Saint-Michel-l'Archange de Torjok (aussi appelé église de l'Annonciation) est une église orthodoxe néo-byzantine et éclectique construite en pierre, située dans la ville de Torjok, dans l'oblast de Tver, en Russie européenne. L'édifice est classé dans la liste de l'héritage patrimonial de la Russie d'importance fédérale depuis 1995.

## Géographie
L'église est située dans la ville de Torjok, dans l'oblast de Tver. Elle se trouve au no 1 de l'avenue de la République.

## Histoire
Une église, en bois, existait déjà avant 1609, mais lors de la bataille de Torjok, elle fut incendiée et détruite. Elle était dédiée à l'Annonciation. Elle fut reconstruite, mais fut dévastée en 1742 lors d'un incendie général de la ville. Un nouvel édifice fut construit en 1758, qui fut rénové en 1817 et en 1850.
Mais l'état de l'édifice s'était tellement détérioré au milieu du XIXe siècle qu'il fut décidé de la reconstruire entièrement. Un nouvel édifice fut construit en 1864, et elle fut sacralisée au nom de l'archange Michel, recevant alors deux noms. Un clocher fut rajouté en 1887.
Les autorités soviétiques la fermèrent en 1936, la transformant en entrepôt alimentaire et en boulangerie. Mais elle fut réouverte le 6 avril 1946, à la veille de l'Annonciation. Elle fut restaurée, et resta jusqu'en 1995 la seule église en fonction de la ville.

## Patrimonialité
L'édifice est classé dans la liste de l'héritage patrimonial de la Russie d'importance fédérale sous le no 691410181160006.